# Nkoto Masoabi
Synous Nkoto Masoabi (ur. 14 stycznia 1992 w Maseru) – sotyjski piłkarz grający na pozycji napastnika. Od 2023 jest zawodnikiem klubu Jawalakhel YCC.

## Kariera klubowa
Swoją karierę piłkarską Masoabi rozpoczął w klubie Lioli FC. W sezonie 2013/2014 zadebiutował w jego barwach w pierwszej lidze sotyjskiej. Grał w nim do 2018 roku. Wywalczył z nim dwa mistrzostwa kraju w sezonach 2014/2015 i 2015/2016, trzy wicemistrzostwa w sezonach 2013/2014, 2016/2017 i 2017/2018 oraz Puchar Lesotho w 2015 roku. W latach 2018–2020 grał w południowoafrykańskim Real Kings FC, a w sezonie 2020/2021 ponownie w Lioli FC. W 2021 roku najpierw występował w libijskim Asswehly SC, a następnie przeszedł do gruzińskiego Merani Martwili. W 2023 został zawodnikiem nepalskiego Jawalakhel YC.

## Kariera reprezentacyjna
W reprezentacji Lesotho Masoabi zadebiutował 9 marca 2014 w zremisowanym 0:0 towarzyskim meczu z Eswatini.